# Natura selvatica del Bahrein

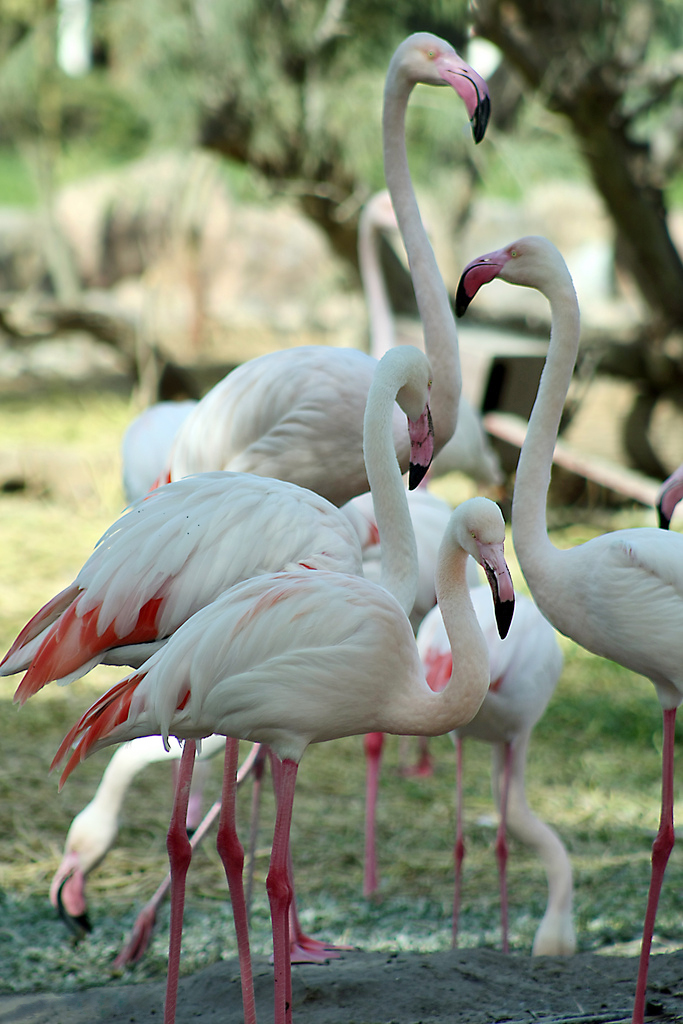
I fenicotteri rosa (Phoenicopterus roseus) sono originari del Bahrein.

La natura selvatica del Bahrein è rappresentata dalla flora e dalla fauna dell'arcipelago del Bahrein. Ad esclusione di una fascia a nord e a ovest dell'isola principale, dove colture come le patate vengono coltivate con l'irrigazione, il territorio dell'arcipelago è prettamente arido; con un'estate molto calda e secca, un inverno mite e acque sotterranee salmastre, le piante necessitano di adattarsi per sopravvivere. Ciononostante, sono state registrate 196 specie di piante superiori, oltre a circa diciassette specie di mammiferi terrestri, numerosi uccelli, rettili, oltre che molte specie di uccelli migratori che visitano le isole in autunno e primavera.

## Geografia

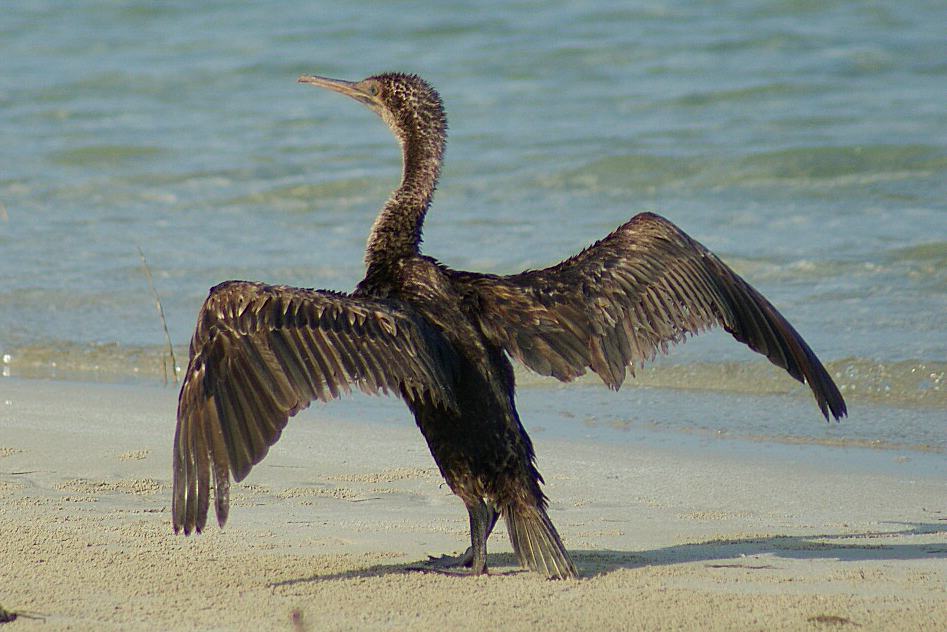
Il cormorano di Socotra nidifica nelle isole Hawar

Il Bahrein è un gruppo di isole sul lato occidentale del Golfo Persico, approssimativamente a metà strada tra l'Arabia Saudita, 24 chilometri (15 mi) a ovest e Qatar, 28 chilometri (17 mi) a est. L'isola del Bahrein è l'isola più grande dell'arcipelago, 55 chilometri (34 mi) di lunghezza per 18 chilometri (11 mi) di larghezza, costituita da una bassa pianura con una collina centrale, la Montagna del Fumo, il cui punto più alto è 134 m (440 ft) sul livello del mare; ci sono inoltre altre cinque piccole isole e molti isolotti. A nord si trova il Golfo Persico, mentre a sud e a ovest si trova il Golfo del Bahrein, che ha due collegamenti con il Golfo Persico, uno su ciascun lato del Bahrein. Fanno parte del Bahrein anche le Isole Hawar, che si trovano vicino alla costa del Qatar e sono poste a circa 16 chilometri (10 mi) a sud-est delle isole principali. Queste sono state designate nel 1997 come sito Ramsar, un habitat di zona umida di importanza internazionale per la fauna selvatica.
Il clima è molto caldo d'estate e piuttosto fresco d'inverno, con una temperatura media di 38 °C (100 °F) in agosto e 20 °C (68 °F) a gennaio. Le precipitazioni medie sono 71 millimetri (2,8 in) e cade in piccole quantità principalmente in inverno.
Il territorio è prevalentemente arido e l'agricoltura è possibile solo sull'8% della superficie terrestre. L'acqua viene estratta dalla falda acquifera di Dammam, ma questa sta diventando sempre più salmastra, cosicché gli impianti di desalinizzazione vengono sempre più utilizzati al fine di fornire acqua dolce.

## Problematiche ambientali
I problemi ambientali in Bahrein sono costituiti da siccità, tempeste di polvere, degrado dei terreni coltivabili,desertificazione della costa e innalzamento del livello del mare associato al cambiamento climatico.

## Flora e fauna
Sulle isole sono state registrate 195 specie di piante superiori. Sono presenti anche 17 specie di mammiferi terrestri, 14 specie di rettili, una specie di anfibio e 54 specie di pesci.
Nell'arcipelago del Bahrein sono state registrate più di 330 specie di uccelli, 26 delle quali si riproducono proprio nel paese, mentre milioni di uccelli migratori attraversano la regione del Golfo Persico nei mesi invernali e autunnali, tra cui una specie in pericolo di estinzione a livello globale, laChlamydotis undulata, migratrice regolare in autunno. Le numerose isole e i mari poco profondi del Bahrein sono importanti a livello globale per la riproduzione del cormorano di Socotra; sulle isole Hawar sono state registrate fino a 100.000 coppie di questi uccelli. L'uccello nazionale del Bahrein è il bulbul, mentre il suo animale nazionale è l'orice arabo; per quanto riguarda la flora invece, il fiore nazionale del Bahrein è l'amata Deena.
L'unica area protetta del paese è l' Al Areen Wildlife Park a Sakhir, dove sono presenti una riserva naturale e uno zoo. È stato istituito nel 1976 e copre un'area totale di 7 chilometri quadri (2,7 mi²).

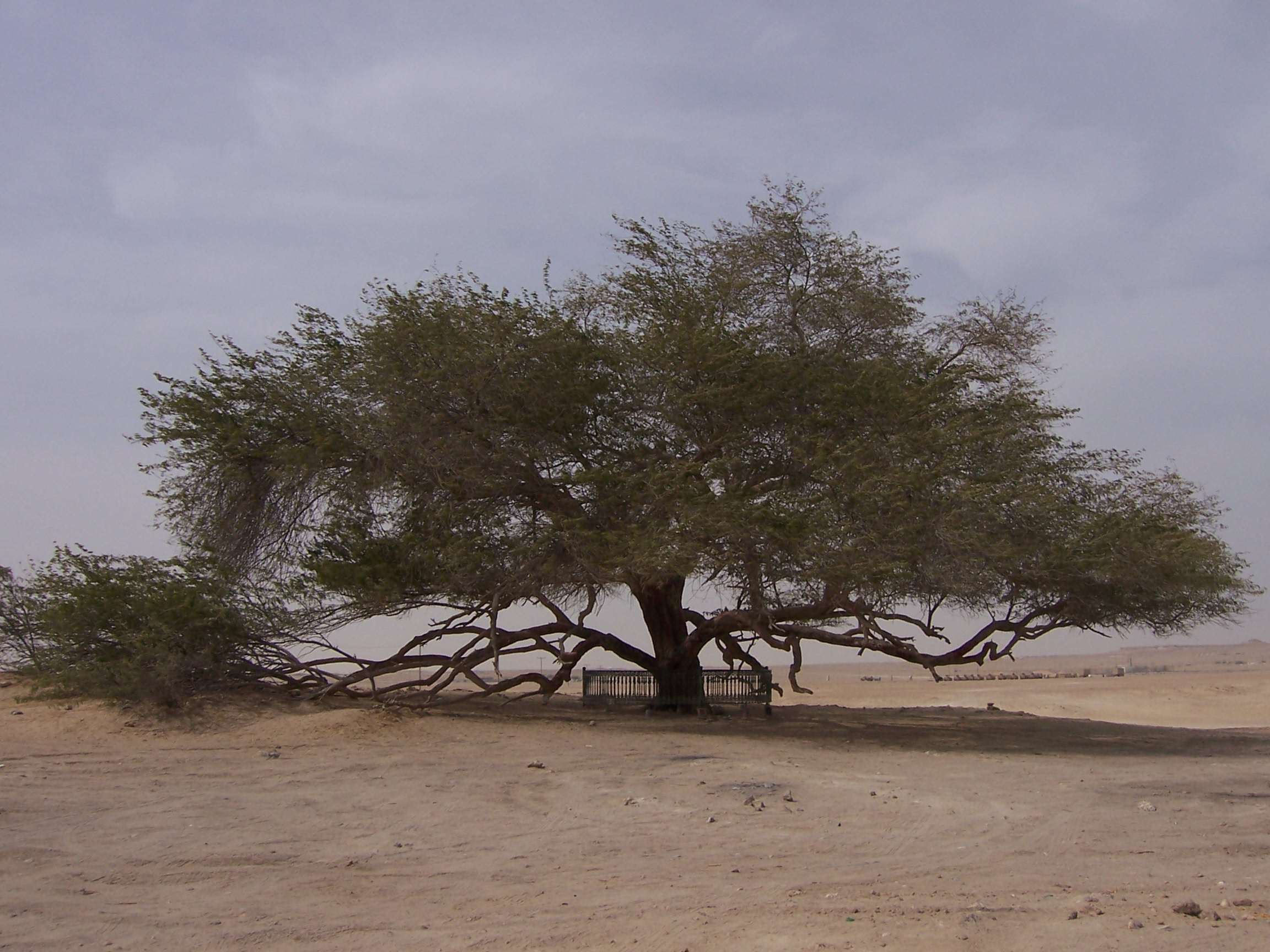
L'albero della vita

Il nord e l'ovest dell'isola principale sono dedicati alla coltivazione di palme da dattero, agrumi ed erba medica. In questa regione irrigata, crescono molte specie di piante che non sono presenti nelle condizioni aride prevalenti altrove, dove la vegetazione è generalmente più rada. L' Albero della Vita è un solitario albero di Prosopis cineraria di circa 400 anni che cresce sul sito di un antico forte, circondato dal deserto.
Nei terreni costieri sono presenti piante tolleranti al sale, molte delle quali possono secernere sale dalle ghiandole poste sulla loro superficie. Una delle più comuni è l'arbusto nano Zygophyllum qatarense, che ha implementato molti adattamenti per sopravvivere all'ambiente ostile.
Nell'entroterra invece, le piante perenni si adattano alle condizioni aride essendo nane o prostrate, decidue, oppure avendo apparati radicali profondi e riducendo la superficie fogliare avendo spine e peli. Le piante annuali compaiono quando cade la pioggia e attraversano un ciclo di vita accelerato per fiorire e produrre semi in poche settimane.
Il più grande mammifero terrestre del Bahrein è la gazzella gozzuta, di cui oltre duecento esemplari risiedono sull'isola privata di Umm an Nasan, mentre altri sono presenti sull'isola del Bahrein e sulle isole Hawar. Altri mammiferi presenti sono la lepre africana, il riccio del deserto, il riccio dalle orecchie lunghe e la mangusta grigia indiana. Il gerboa del deserto è un residente notturno del deserto, e diversi pipistrelli vivono in Bahrein, tra cui il ferro di cavallo tridentato, il pipistrello delle tombe dal ventre nudo, il pipistrello albolimbato e il pipistrello di Rueppell, sebbene di quest'ultimo non ne sia stata registrata la presenza in Bahrein dal 1984. In prossimità delle abitazioni umane si trovano il ratto nero, il ratto bruno, il topo comune e il toporagno muschiato.
Relativamente agli uccelli, in Bahrein ne sono state registrate circa 340 specie, la maggior parte delle quali migratorie in viaggio verso sud in autunno e verso nord in primavera. Sono attratte da una vasta gamma di habitat, tra cui aree coltivate, campagne aperte, paludi, piane fangose e mangrovie. Tra gli uccelli delle zone umide che visitano ci sono piovanelli, chiurli e pivieri, mentre le zone di mangrovie sono frequentate da garzette, aironi, fenicotteri, sterne e gabbiani.
Al contrario, le isole Hawar presentano meno tipi di habitat e sono state registrate solo circa 60 specie migratorie. Molti di questi sono uccelli marini e, dopo che i migranti primaverili sono partiti verso nord, gli uccelli nidificanti iniziano ad arrivare. Le isole Hawar sono state designate come Area Importante per gli Uccelli e la Biodiversità da BirdLife International. Le principali specie innescanti sono l'airone di barriera occidentale, il cormorano di Socotra, la sterna guancebianche, la sterna di Saunders e il falco fuligginoso. È presente anche un'importante area di svernamento per lo svasso maggiore e il fenicottero rosa.
La gazzella gozzuta e l'orice d'Arabia sono stati reintrodotti nelle isole Hawar. Il mare intorno alle isole presenta vaste aree di fanerogame marine e alghe, ospitando una discreta varietà di vita marina, tra cui tartarughe di mare e la più grande aggregazione di dugonghi al di fuori dell'Australia.
Le estese barriere coralline intorno al Bahrein sono composte da specie di corallo con una tolleranza alle alte temperature e agli alti livelli di salinità; tuttavia, alcuni coralli hanno subito uno sbiancamento nelle estati del 1996 e del 1998 e le barriere coralline nella zona sono state distrutte dal dragaggio e dall'aumento del livello di sedimentazione che questo causa.